# Ghazi (roi d'Irak)
Pour les articles homonymes, voir Ghazi.
 (septembre 2020).
Si vous disposez d'ouvrages ou d'articles de référence ou si vous connaissez des sites web de qualité traitant du thème abordé ici, merci de compléter l'article en donnant les références utiles à sa vérifiabilité et en les liant à la section « Notes et références ».
Ghazi ben Fayçal al-Hachimi (arabe : ḡāzin, غازي بن فيصل الهاشمي) (né le 21 mars 1912 – mort le 4 avril 1939) est le souverain du royaume d'Irak de 1933 à 1939. Il est né à La Mecque à l'époque sous domination ottomane actuellement en Arabie saoudite, il est le fils aîné du roi Fayçal Ier, premier souverain d'Irak.

## Biographie
Ghazi est le fils aîné du roi Fayçal, il est élevé par son grand-père Hussein ben Ali, chérif de La Mecque. C'est un jeune homme timide et inexpérimenté. Il laisse le Hedjaz aux forces d'Ibn Saoud après sa défaite, ce qui permet la constitution de l'Arabie saoudite moderne. Il arrive à Bagdad en 1924.
Le roi Fayçal meurt en 1933, et Ghazi devient roi. Le même jour il est nommé amiral de la marine, maréchal de l'armée royale et maréchal de l'armée de l'air royale irakiennes. Fervent partisan du panarabisme et du nationalisme arabe, il est très hostile aux Britanniques qui contrôlent le pays. Son règne est également marqué par des tensions entre les civils et les militaires, qui voulent prendre le pouvoir. C'est un homme très populaire, qui souhaite voir naître une nation arabe, sous l'égide d'un Irak libre et indépendant. En 1937, il crée la radio Kasr el Zouhour (Palais des fleurs) qui devient un outil de propagande voué à la cause arabe. Il aide également financièrement les Palestiniens à combattre les colons juifs.
Il soutient le coup d'État du général Bakr Sidqi, qui remplace le gouvernement civil par un gouvernement militaire. C'est le premier coup d'État qui a lieu dans le monde arabe.
Ghazi meurt dans un accident de voiture en 1939, certains accusent Nouri Said (Premier ministre, et peut-être homme de main des Britanniques) de l'avoir assassiné. En effet, de nombreuses preuves tendent à affirmer qu'il s'agit d'un assassinat, les médecins légistes ayant refusé de signer le document qui confirmerait la mort par accident de voiture. Le frère du médecin confirme un peu plus tard qu'il s'agissait de masquer les causes réelles de la mort.
Les causes de l'assassinat peuvent être multiples. Selon Charles Saint-Prot, dans son Histoire de l'Irak parue aux éditions Ellipses en 1999, les Britanniques seraient les auteurs de l'assassinat de ce roi qu'ils jugeaient trop nationaliste.
Son fils Fayçal II succède peu de temps après la prise de pouvoir d'Abdullah ibn Ali.